# Proceratophrys paviotii
Proceratophrys paviotii es una especie de anfibio anuro de la familia Odontophrynidae.

## Distribución geográfica
Esta especie es endémica del municipio de Santa Teresa en el estado de Espírito Santo en Brasil. 
Habita a 560 m sobre el nivel del mar.

## Etimología
Esta especie lleva el nombre en honor a Antônio Pavioti. 

## Publicación original
- Cruz, Prado & Izecksohn, 2005 : Nova espécie de Proceratophrys Miranda-Ribeiro, 1920 do sudeste do Brasil (Amphibia, Anura, Leptodactylidae). Arquivos do Museu Nacional, Rio de Janeiro, vol. 63, n.º 2, p. 289-295[6]